# Les Gaietés romaines
Les Gaietés romaines sont un recueil de textes de l'écrivain et journaliste français Alphonse Karr paru en 1870 à Paris chez Michel Lévy frères. Il est principalement consacré à des attaques contre la religion, en particulier contre l'Église catholique.

## Contenu

### Sur lesconciles
À l'occasion du concile de 1870, A. Karr rédige une compilation, en forme irrévérencieuse, des décisions des conciles depuis leur origine (120 pages).
« (…) ces conciles, tenus avec tant de pompe, exerçant une puissance si terrible, ne s'occupaient presque jamais que de puérilités, et (…) le recueil des conciles est un recueil de rébus et de charades, entremêlés et épicés de férocités. » (p. 2)

### Défense des évêques
Titré par antiphrase, ce texte de 60 pages dénonce le clergé de toutes les religions connues de l'auteur, « (…) qui cherche un moyen d'avoir sa part de gibier et de poisson sans prendre sa part de fatigue et de danger. » (p. 125)

### Le rouge et les rouges
Il s'agit de la pourpre, dont A. Karr trace en 80 pages un tableau historique de l'antiquité au XIXe siècle pour expliquer que ce sont les « (…) rois, empereurs, prêtres et dieux que l'on doit appeler les rouges » (p. 259), par opposition à une fraction du peuple.

### Dialogue des morts
Les 30 pages de ce dialogue à l'imitation des Dialogues des morts de Lucien de Samosate mettent en scène aux Enfers une soixantaine de personnages variés, du dieu Mercure à Gustave Planche. Il est de ton antimilitariste. 

### De l'égalité
Ce texte d'une quinzaine de pages est consacré à l'égalité sociale. « Qu'est-ce que l'égalité ? tout le monde la veut avec son supérieur ; personne ne l'accepte avec ceux qui sont au-dessous de lui. » (p. 292)